# Juan José Méndez Fernández
Juan José Méndez Fernández (nascido em 27 de março de 1964) é um ciclista paralímpico espanhol. É deficiente físico.
Participou, representando a Espanha, dos Jogos Paralímpicos de Atenas 2004 no ciclismo, onde conquistou a medalha de prata na prova de perseguição. Foi medalha de prata e bronze nos Jogos Paralímpicos de Pequim 2008, no contrarrelógio e na perseguição, respectivamente. Disputou também os Jogos de Londres 2012.

## Campeonato Mundial

### Ciclismo em estrada
- — Baie-Comeau 2013[1]
- — Nottwil 2015[1]